# 마이클 오핸런

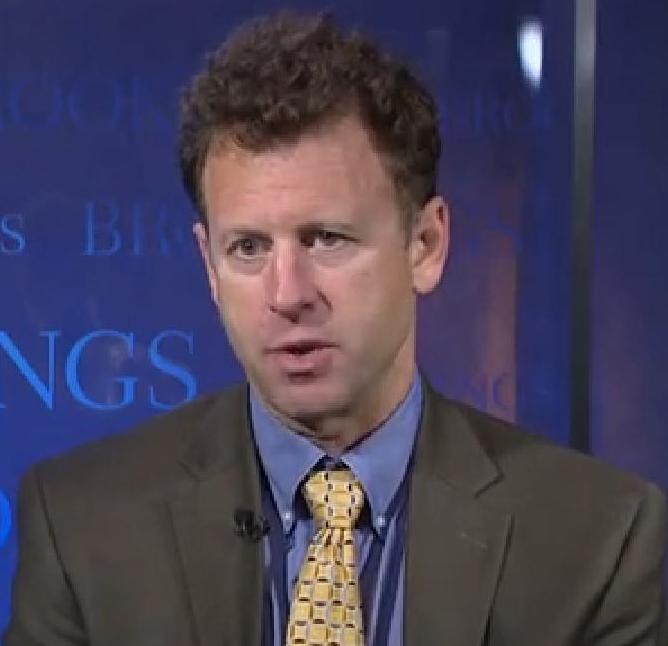
2015

마이클 오핸런(Michael O'Hanlon, 1961년 5월 16일~ )은 미국 브루킹스연구소 선임연구원으로, 《동아일보》에 칼럼 〈세계의 눈〉을 쓰고 있다.